# Große Wildgrubenspitze
Il Große Wildgrubenspitze (2.753 m s.l.m. - detto anche Untere Wildgrubenspitze) è la montagna più alta delle Monti delle Lechquellen. Si trova nel Vorarlberg austriaco.